# Mitsuko Uchida
Mitsuko Uchida (jap. 内田光子 Uchida Mitsuko; ur. 20 grudnia 1948 w Atami) – japońska pianistka; laureatka wielu konkursów pianistycznych, w tym II nagrody na VIII Międzynarodowym Konkursie Pianistycznym im. Fryderyka Chopina (1970).

## Życiorys

### Młodość i wykształcenie
Naukę gry na fortepianie rozpoczęła w Tokio w wieku trzech lat, a pierwszy publiczny koncert dała w 1960. W latach 1955–1961 uczyła się w szkole muzycznej Toho. W latach 1961–1968 studiowała w Hochschule für Musik w Wiedniu (dyplom z wyróżnieniem). Dodatkowe nauki pobierała m.in. u Wilhelma Kempffa, Stefana Askenasego i Nikity Magaloffa.

### Kariera
Wzięła udział w wielu konkursach pianistycznych, w tym na sześciu otrzymała nagrody: 
- Międzynarodowy Konkurs Pianistyczny w Monachium (1966) – III nagroda
- Międzynarodowy Konkurs Muzyczny im. Królowej Elżbiety Belgijskiej (1968) – X nagroda
- Międzynarodowy Konkurs Pianistyczny im. Ludwiga van Beethovena w Wiedniu (1969) – I nagroda
- Międzynarodowy Konkurs Pianistyczny im. Fryderyka Chopina w Warszawie (1970) – II nagroda
- Międzynarodowy Konkurs Pianistyczny w Lucernie (1973) – tytuł laureatki
- Międzynarodowy Konkurs Pianistyczny w Leeds (1975) – II nagroda

Po sukcesach konkursowych rozpoczęła międzynarodową karierę. Występuje w wielu krajach Europy, Ameryki Północnej i Azji. Współpracowała m.in. z Cleveland Orchestra i Filharmonią Berlińską. W 1983 roku była jurorem Międzynarodowego Konkursu Muzycznego im. Królowej Elżbiety Belgijskiej w Brukseli.

### Repertuar i dyskografia
W jej repertuarze znajdują się utwory m.in. Fryderyka Chopina, Wolfganga Amadeusa Mozarta, Ludwiga van Beethovena, Franza Schuberta, Claude'a Débussy’ego, Albana Berga, Arnolda Schönberga i Béli Bartóka. W 2011 jej płyta z koncertami Mozarta otrzymała Nagrodę Grammy w kategorii "Best Instrumental Soloist(s) Performance (with Orchestra)".
Nagrała kilkadziesiąt płyt dla firm fonograficznych Philips i Decca Records. 

## Nagrody i wyróżnienia
- Nagroda Asahi (1996)[8]
- Zasłużona dla kultury (2005)[9]
- Order Imperium Brytyjskiego (2009)[10]
- medal Royal Philharmonic Society (2012)[10]
- nagroda Praemium Imperiale (2015)[9]